# Chiyori Tateno
Chiyori Tateno, född den 25 juni 1970 i Moriguchi, Japan, är en japansk judoutövare.
Hon tog OS-brons i damernas lättvikt i samband med de olympiska judotävlingarna 1992 i Barcelona.